# Segnaletica stradale in Albania
I segnali stradali in Albania sono regolati dall'art. 39 del Kodi Rrugor i Republikës së Shqipërisë (Codice della strada della Repubblica di Albania), che riprende in buona parte l'omologo codice italiano.

I segnali stradali in Albania hanno le medesime forme e gli stessi colori dei segnali verticali utilizzati in Italia, eccezion fatta per le scritte, che sono in lingua albanese; soltanto alcuni segnali, come quello di "Fermarsi e dare la precedenza" e quello di "Dogana" hanno iscrizioni anche in altre lingue. Non sono previsti segnali stradali bilingui, nemmeno nelle zone vicino alle frontiere nazionali.
Anche il carattere utilizzato nei segnali stradali albanesi è lo stesso utilizzato in Italia, ossia il Transport.
Sono suddivisi esattamente come in Italia, ossia in:
1. segnali di pericolo;
2. segnali di prescrizione, suddivisi in:
  1. segnali di priorità,
  2. segnali di divieto,
  3. segnali di obbligo;
3. segnali di indicazione, suddivisi in:
  1. segnali di preavviso e direzione,
  2. segnali di identificazione delle strade e progressive chilometriche,
  3. segnali di itinerario,
  4. segnali di località e localizzazione,
  5. segnali di nome delle strade,
  6. segnali turistici e di territorio,
  7. segnali che forniscono informazioni utili per la guida,
  8. segnali per strutture e servizi.

## Segnali di pericolo
| Segnale albanese | Significato                                         | Spiegazione |
|                  | Strada deformata                                    | Segnala un tratto di strada in cattivo stato o con pavimentazione irregolare. Occorre prevedere eventuali sbandamenti non solo del nostro veicolo ma anche di quelli provenienti dal senso opposto. |
|                  | Dosso                                               | Segnala un'anomalia altimetrica convessa della strada che limita la visibilità. Può essere integrato con un pannello integrativo e con un segnale stradale che indica la velocità da mantenere. |
|                  | Cunetta                                             | Segnala un'anomalia altimetrica concava della strada (discesa e poi salita). |
|                  | Curva pericolosa a destra                           | Presegnala un tratto di strada non rettilineo pericoloso per la limitata visibilità o per caratteristiche del tracciato (curva stretta a destra). |
|                  | Curva pericolosa a sinistra                         | Presegnala un tratto di strada non rettilineo pericoloso per la limitata visibilità o per caratteristiche del tracciato (curva stretta a sinistra). |
|                  | Doppia curva pericolosa, la prima a destra          | Presegnala una doppia curva o una serie di curve pericolose in successione. |
|                  | Doppia curva pericolosa, la prima a sinistra        | Presegnala una doppia curva o una serie di curve pericolose in successione. |
|                  | Passaggio a livello con barriere o con semibarriere | Segnala un passaggio a livello con barriere ed è integrato con il pannello distanziometrico a tre barre rosse. Precede una luce rossa fissa o due luci rosse lampeggianti e può essere accompagnato da un segnale acustico per avvertire della chiusura delle barriere. È necessario moderare la velocità per essere pronti a fermarsi se le barriere sono chiuse. Ci si deve assolutamente fermare se sono in funzione le due luci rosse lampeggianti o il segnale acustico. |
|                  | Passaggio a livello senza barriere                  | Segnala un passaggio a livello senza barriere ed è integrato con il pannello distanziometrico a tre barre rosse. |
|                  | Croce di Sant'Andrea                                | Segnala un passaggio a livello senza barriere con un solo binario, ed invita quindi i conducenti alla massima prudenza, invitandoli a fermarsi immediatamente se fossero attive le due luci rosse lampeggianti e/o il segnale acustico che indicano l'avvicinarsi del treno. |
|                  | Doppia Croce di Sant'Andrea                         | Segnala un passaggio a livello senza barriere con più binari. |
|                  | Pannelli distanziometrici                           | Indicano la distanza dal passaggio a livello per il quale vengono installati. Sono posti sul lato destro della carreggiata rispettivamente a 150, 100 e 50 metri prima dal passaggio a livello. |
|                  | Attraversamento tranviario                          | Presegnala fuori e dentro i centri abitati una linea tranviaria non regolata da semafori che interseca o riduce la carreggiata stradale. |
|                  | Attraversamento pedonale                            | Segnala un attraversamento pedonale contraddistinto da appositi segni sulla carreggiata. |
|                  | Attraversamento ciclabile                           | Presegnala attraversamento di ciclisti contraddistinto da appositi segni sulla carreggiata. È posto sia su strade urbane sia su strade extraurbane il cui limite di velocità superiore ai 50 km/h. |
|                  | Discesa pericolosa                                  | Presegnala un tratto di strada in discesa secondo il senso di marcia. La pendenza è espressa in percentuale. |
|                  | Salita ripida                                       | Presegnala un tratto di strada in salita secondo il senso di marcia. La pendenza è espressa in percentuale. |
|                  | Strettoia simmetrica                                | Segnala un restringimento pericoloso della carreggiata su entrambi i lati. |
|                  | Strettoia asimmetrica a sinistra                    | Segnala un restringimento pericoloso della carreggiata posto sul lato sinistra. |
|                  | Strettoia asimmetrica a destra                      | Segnala un restringimento pericoloso della carreggiata posto sul lato destro. |
|                  | Ponte mobile                                        | Presegnala una struttura stradale mobile comunque manovrabile. Può essere integrato con gli orari di manovra dell'infrastruttura. |
|                  | Banchina cedevole                                   | Presegnala un tratto di strada con banchina pericolosa. Corredato di un pannello integrativo che indica la lunghezza del tratto interessato. |
|                  | Strada sdrucciolevole                               | Presegnala un tratto di strada che in particolari condizioni climatiche o ambientali può diventare sdrucciolevole. I pannelli integrativi illustrano i motivi di eventuale pericolo. - strada sdrucciolevole per ghiaccio - strada sdrucciolevole per pioggia |
|                  | Bambini                                             | Segnala luoghi frequentati da bambini, come le scuole, i giardini pubblici, i campi di gioco e simili. |
|                  | Animali domestici vaganti                           | Presegnala un tratto di strada con probabile improvvisa presenza od attraversamento di animali domestici. |
|                  | Animali selvatici vaganti                           | Presegnala un tratto di strada con probabile improvvisa presenza od attraversamento di animali selvatici. |
|                  | Doppio senso di circolazione                        | Segnala un tratto di strada che da senso unico diventa a doppio senso. |
|                  | Circolazione rotatoria                              | Segnala, sulle strade urbane e extraurbane, un'intersezione regolata da circolazione rotatoria. |
|                  | Sbocco su molo o su argine                          | Presegnala il pericolo di caduta in acqua. Può essere integrato con luci rosse lampeggianti. |
|                  | Materiale instabile su strada                       | Presegnala la presenza di pietrisco, di materiale minuto o granaglia che può essere proiettato a distanza o scagliato in aria dai veicoli in transito. |
|                  | Caduta massi da sinistra                            | Presegnala il pericolo di caduta massi dalla parte rocciosa di sinistra con possibile presenza di pietre sulla carreggiata. |
|                  | Caduta massi da destra                              | Presegnala il pericolo di caduta massi dalla parete rocciosa di destra con possibile presenza di pietre sulla carreggiata. |
|                  | Semaforo con dischi in verticale                    | Presegnala un impianto semaforico posto su strade sia urbane che extraurbane con dischi disposti in verticale. |
|                  | Semaforo con dischi in orizzontale                  | Presegnala un impianto semaforico posto su strade sia urbane che extraurbane con dischi disposti in orizzontale. |
|                  | Aeromobili                                          | Presegnala la possibilità di improvvisi forti rumori o abbagliamenti dovuti ad aeroplani a bassa quota. Comprensibilmente posto nelle vicinanze di piste od aeroporti. |
|                  | Forte vento laterale                                | Presegnala la possibilità di forti raffiche di vento laterale. |
|                  | Pericolo di incendio                                | Il segnale richiama l'attenzione sull'infiammabilità di zone boschive ad alto rischio di incendio fiancheggianti la strada. Deve essere integrato da un pannello recante l'indicazione della lunghezza del tratto interessato. |
|                  | Altri pericoli                                      | Segnala un pericolo diverso da quelli indicati negli altri segnali di pericolo. È obbligatorio un pannello integrativo recante un simbolo o un'iscrizione che precisi la natura del pericolo, ad esempio: - attraversamento binari di raccordo - zona soggetta ad allagamento - pericolo di code autocarri in rallentamento |

## Segnali di prescrizione

### Segnali di priorità
| Segnale albanese | Significato                                                           | Spiegazione |
|                  | Dare precedenza                                                       | Prescrive di dare precedenza a non meno di dieci metri dall'incrocio sulle strade urbane ed a 25 metri su quelle extraurbane. |
|                  | Fermarsi e dare precedenza                                            | Prescrive l'obbligo di arrestarsi in ogni caso in corrispondenza della striscia trasversale di arresto ad un incrocio e di dare precedenza.                                                                                      |
|                  | Preavviso di dare precedenza                                          | Presegnala di dare precedenza a non meno di dieci metri dall'incrocio sulle strade urbane ed a 25 metri su quelle extraurbane.                                                                                                   |
|                  | Preavviso di fermarsi e dare precedenza                               | Presegnala l'obbligo di arrestarsi in ogni caso in corrispondenza della striscia trasversale di arresto ad un incrocio e di dare precedenza.                                                                                     |
|                  | Intersezione con precedenza a destra                                  | Presegnala un incrocio in cui vige la regola generale di dare la precedenza a destra. Non è impiegato su strade che godono del diritto di precedenza.                                                                            |
|                  | Dare precedenza nei sensi unici alternati                             | Si incontra in una strada a doppio senso prima di una strettoia che consenta il passaggio di una sola fila di veicoli e prescrive di dare precedenza ai veicoli provenienti in direzione opposta.                                |
|                  | Diritto di precedenza                                                 | Indica la di una strada li cui traffico ha diritto di precedenza. |
|                  | Fine del diritto di precedenza                                        | Indica la fine di una strada il cui traffico ha diritto di precedenza. |
|                  | Intersezione con diritto di precedenza                                | Presegnala un incrocio con una strada di minore importanza in cui si ha la precedenza sui veicoli provenienti sia da destra che da sinistra. Può essere integrato con un pannello che mostra l'andatura della strada principale. |
|                  | Intersezione a T con immissione da destra con diritto di precedenza   | Presegnala un incrocio a T con una strada di minore importanza che non ha diritto di precedenza e che si immette da destra. |
|                  | Intersezione a T con immissione da sinistra con diritto di precedenza | Presegnala un incrocio a T con una strada di minore importanza che non ha diritto di precedenza e che si immette da sinistra. |
|                  | Confluenza a destra                                                   | Presegnala un incrocio con corsia di accelerazione o una confluenza sul lato destro della carreggiata. |
|                  | Confluenza a sinistra                                                 | Presegnala un incrocio con corsia di accelerazione o una confluenza sul lato sinistro della carreggiata. |
|                  | Diritto di precedenza nei sensi unici alternati                       | Si incontra in una strada a doppio senso prima di una strettoia che consenta il passaggio di una sola fila di veicoli e indica che i veicoli che procedono in senso opposto devono dare precedenza.                              |

### Segnali di divieto
| Segnale albanese | Significato | Spiegazione |
|                  | Divieto di transito                                                                                                | Vieta a tutti i veicoli di entrare in una strada. Posto su entrambi gli accessi e può essere integrato da un pannello che ne limita la validità nel tempo. |
|                  | Divieto di accesso                                                                                                 | Vieta di entrare in una strada accessibile invece in un altro senso. |
|                  | Divieto di sorpasso                                                                                                | Vale per tutti i veicoli, vieta di sorpassare i veicoli a motore con tre o più ruote. |
|                  | Distanza minima obbligatoria                                                                                       | Vieta di seguire il veicolo che precede a una distanza inferiore a quella indicata, in metri, sul segnale (nell'esempio 70 m). |
|                  | Limite massimo di velocità                                                                                         | Indica la velocità massima in chilometri orari alla quale i veicoli possono procedere immediatamente dopo il segnale. |
|                  | Divieto di segnalazioni acustiche                                                                                  | Vieta l'uso di avvisatori acustici salvo il caso di pericolo immediato o di trasporto feriti o ammalati gravi. |
|                  | Divieto di sorpasso per veicoli di massa a pieno carico oltre 3,5 t                                                | Indica il divieto a tutti i veicoli, non adibiti al trasporto di persone, di massa a pieno carico superiore a 3,5 t di sorpassare i veicoli a motore. Consente il sorpasso dei veicoli privi di motore solo se la manovra può compiersi entro la semicarreggiata. Si fa riferimento alla massa a pieno carico indicata sulla carta di circolazione (tara più portata). Un pannello integrativo può specificare un diverso valore della massa. |
|                  | Divieto di transito ai veicoli a trazione animale                                                                  | Vieta il transito ai veicoli a trazione animale. |
|                  | Divieto di transito ai pedoni                                                                                      | Vieta il transito ai pedoni. |
|                  | Divieto di transito ai velocipedi                                                                                  | Vieta il transito alle biciclette. |
|                  | Divieto di transito ai motocicli                                                                                   | Vieta il transito ai motocicli. |
|                  | Divieto di transito ai veicoli a braccia                                                                           | Vieta il transito ai veicoli a braccia quali carrelli e carretti a mano. |
|                  | Divieto di transito a tutti gli autoveicoli                                                                        | Vieta il transito a tutti i motoveicoli e autoveicoli a motore con tre o più ruote. |
|                  | Divieto di transito agli autobus                                                                                   | Vieta il transito ai veicoli adibiti al trasporto di persone con più di 9 posti complessivi. |
|                  | Divieto di transito ai veicoli che trasportano merci con massa complessiva oltre le 3,5 tonnellate                 | Vieta il transito ai veicoli da trasporto non adibiti al trasporto di persone. |
|                  | Divieto di transito ai veicoli che trasportano merci con massa autorizzata a pieno carico superiore oltre le 6,5 t | Vieta il transito ai veicoli da trasporto non adibiti al trasporto di persone con massa autorizzata a pieno carico superiore al carico indicato in tonnellate. |
|                  | Divieto di transito a tutti i veicoli a motore trainanti un rimorchio                                              | Vieta il transito ai veicoli a motore trainanti un rimorchio. |
|                  | Divieto di transito alle macchine agricole                                                                         | Vieta il transito alle macchine agricole cingolate o gommate. |
|                  | Divieto di transito ai veicoli che trasportano merci pericolose                                                    | Vieta il transito ai veicoli che trasportano merci pericolose, come esplosivi, benzina, materie tossiche o radioattive. |
|                  | Divieto di transito ai veicoli che trasportano esplosivo o prodotti facilmente infiammabili                        | Vieta il transito ai veicoli che trasportano esplosivo o prodotti facilmente infiammabili. |
|                  | Divieto di transito ai veicoli che trasportano sostanze suscettibili di contaminare l'acqua                        | Vieta il transito ai veicoli che trasportano sostanze suscettibili di contaminare l'acqua. |
|                  | Divieto di transito ai veicoli aventi larghezza superiore a 2,30 m                                                 | Vieta il transito ai veicoli aventi larghezza superiore a quella indicata in metri. |
|                  | Divieto di transito ai veicoli aventi altezza superiore a 3,50 m                                                   | Vieta il transito ai veicoli aventi altezza superiore a quella indicata in metri. |
|                  | Divieto di transito ai veicoli od ai complessi di veicoli di lunghezza superiore ai 10 m                           | Vieta il transito ai veicoli od ai complessi di veicoli di lunghezza superiore alla lunghezza indicata in metri. Vale anche di notte o per il mezzi che trasportano persone (autobus). |
|                  | Divieto di transito ai veicoli aventi massa superiore a 7,00 t                                                     | Vieta il transito ai veicoli aventi massa superiore a quella indicata in tonnellate al momento del transito. Vale anche per mezzi che trasportano di persone (autobus). |
|                  | Divieto di transito ai veicoli aventi peso per asse superiore a 7,00 t                                             | Vieta il transito ai veicoli aventi sull'asse più caricato una massa superiore a quella indicata al momento del transito. |
|                  | Via libera | Indica il punto dove le prescrizioni precedentemente indicate cessano di essere valide. |
|                  | Fine del limite massimo di velocità                                                                                | Indica la fine del limite sulla velocità massima alla quale i veicoli possono procedere e ripristina il consueto limite di velocità relativo alla strada percorsa. |
|                  | Fine del divieto di sorpasso                                                                                       | Indica la fine del divieto a tutti i veicoli di sorpassare i veicoli a motore diversi dai motocicli e dai ciclomotori. |
|                  | Fine del divieto di sorpasso per veicoli di massa a pieno carico oltre 3,5 t                                       | Indica la fine del divieto a tutti i veicoli non adibiti al trasporto di persone di massa a pieno carico oltre 3,5 t di sorpassare i veicoli a motore. |
|                  | Divieto di sosta                                                                                                   | Vieta la sosta, fermata prolungata (parcheggio) ai veicoli, in quei luoghi dove per regola generale non vige tale divieto. Senza iscrizioni integrative il divieto è permanente nelle 24 ore nelle strade extraurbane. Sulle strade urbane il divieto vige dalle ore 8.00 alle ore 20.00. Cessa la sua validità se non ripetuto al successivo incrocio, vieta la sosta sul lato della strada dove è posto. Il cartello permette la sosta nel tratto precedente al segnale, tranne nei casi ci sia un pannello integrativo con una freccia rivolta verso il basso. Può essere integrato da pannelli che specifichino la portata del divieto o dal pannello di rimozione coatta: . |
|                  | Divieto di fermata                                                                                                 | Vieta la sosta e la fermata o qualsiasi temporanea sospensione della marcia ai veicoli. Nei centri abitati vale comunque 24 ore su 24. |
|                  | Parcheggio | Indica un parcheggio autorizzato. Consente la sosta a tempo indeterminato salvo indicazioni differenti. Con pannelli integrativi si possono specificare la disposizione dei veicoli, i costi, le limitazioni di orari o di particolari veicoli. Quando si esce da un parcheggio si deve dare la precedenza ai veicoli in transito. |
|                  | Parcheggio a pagamento                                                                                             | Indica un parcheggio autorizzato a pagamento tramite l'esposizione di un ticket. |
|                  | Parcheggio a tempo                                                                                                 | Indica un parcheggio autorizzato a tempo limitato tramite l'esposizione del disco orario riportante l'ora di arrivo del veicolo. |
|                  | Preavviso di parcheggio                                                                                            | Indica un parcheggio autorizzato. Consente la sosta a tempo indeterminato salvo indicazioni differenti. Con pannelli integrativi si possono specificare la disposizione dei veicoli, i costi, le limitazioni di orari o di particolari veicoli. Quando si esce da un parcheggio si deve dare la precedenza ai veicoli in transito. |
|                  | Passo carrabile | Indica un passo carrabile. Nella fascia superiore deve essere indicato l'ente proprietario della strada su cui il segnale è apposto, in quella inferiore il numero di autorizzazione e l'anno di rilascio. Senza queste informazioni il segnale non ha valore. |
|                  | Sosta riservata alle auto di invalidi                                                                              | Indica che la sosta nello stallo a cui il segnale si riferisce è riservata alle persone invalide. |
|                  | Regolazione flessibile della sosta in zone residenziali                                                            | Indica regolamentazioni flessibili nella sosta e nel divieto di sosta nei centri urbani o nelle località turistiche. |

### Segnali di obbligo
| Segnale albanese | Significato                                        | Spiegazione |
|                  | Direzione obbligatoria dritto                      | Indica che la sola direzione consentita al conducente è quella di andare dritto e viene installato all'inizio dell'obbligo. |
|                  | Direzione obbligatoria a sinistra                  | Indica che la sola direzione consentita al conducente è quella di andare a sinistra e viene installato all'inizio dell'obbligo. |
|                  | Direzione obbligatoria a destra                    | Indica che la sola direzione consentita al conducente è quella di andare a destra e viene installato all'inizio dell'obbligo. |
|                  | Preavviso di direzione obbligatoria a destra       | Preavvisa che la sola direzione consentita al conducente è quella di andare a destra. Può essere integrato da un pannello che indica la distanza alla quale inizia l'obbligo. |
|                  | Preavviso di direzione obbligatoria a sinistra     | Preavvisa che la sola direzione consentita al conducente è quella di andare a sinistra. Può essere integrato da un pannello che indica la distanza alla quale inizia l'obbligo. |
|                  | Direzioni consentite a destra ed a sinistra        | Vieta di proseguire dritto. |
|                  | Direzioni consentite dritto ed a destra            | Vieta di svoltare a sinistra. |
|                  | Direzioni consentite dritto ed a sinistra          | Vieta di svoltare a destra. |
|                  | Passaggio obbligatorio a sinistra                  | Obbliga i conducenti a passare a sinistra dell'ostacolo come un cantiere, uno spartitraffico, un salvagente o un'isola di traffico. |
|                  | Passaggio obbligatorio a destra                    | Obbliga i conducenti a passare a destra dell'ostacolo come un cantiere, uno spartitraffico, un salvagente o un'isola di traffico. |
|                  | Passaggi consentiti                                | Obbliga i conducenti a passare a destra o a sinistra dell'ostacolo come un cantiere, uno spartitraffico, un salvagente o un'isola di traffico. |
|                  | Rotatoria                                          | Indica ai conducenti l'obbligo di circolare nel verso antiorario indicato dalle frecce attorno all'area di rotazione. È posto subito prima di una piazza dove si svolge circolazione rotatoria. |
|                  | Limite minimo di velocità                          | Vieta ai conducenti di procedere a una velocità inferiore a quella indicata. |
|                  | Fine del limite minimo di velocità                 | Indica la fine della validità del limite minimo di velocità. |
|                  | Catene da neve obbligatorie                        | Vieta il transito ai veicoli sprovvisti di catene o gomme da neve. Le catene devono essere montate almeno sulle ruote motrici immediatamente dopo il segnale. |
|                  | Percorso pedonale                                  | Indica un percorso riservato ai pedoni. |
|                  | Fine percorso pedonale                             | Indica la fine di un percorso riservato ai pedoni. |
|                  | Pista ciclabile                                    | Indica l'inizio di un percorso riservato alle biciclette. |
|                  | Fine pista ciclabile                               | Indica la fine di un itinerario percorribile esclusivamente da biciclette. |
|                  | Pista ciclabile contigua al marciapiede            | Indica un itinerario costituito da una pista ciclabile affiancata ad un marciapiede. |
|                  | Percorso pedonale e ciclabile                      | Indica l'inizio di un itinerario percorribile sia da pedoni, sia da ciclisti (promiscuo). |
|                  | Fine di pista ciclabile contigua al marciapiede    | Indica la fine di un itinerario costituito da una pista ciclabile affiancata ad un marciapiede. |
|                  | Fine percorso pedonale e ciclabile                 | Indica la fine di un itinerario riservato alla circolazione di biciclette e ciclisti. |
|                  | Percorso riservato agli animali da soma o da sella | Indica un percorso riservato ai quadrupedi da soma o da sella. Proibisce il transito dei veicoli anche se a trazione animale. |
|                  | Fine percorso riservato ai quadrupedi              | Indica la fine di un percorso riservato ai quadrupedi da soma o da sella. |
|                  | Alt - dogana                                       | Segnala un varco doganale al quale è obbligatorio fermarsi per i controlli doganali. |
|                  | Alt - polizia                                      | Il segnale deve essere posto per segnalare un posto di blocco stradale istituito da organi di polizia al quale è obbligatorio fermarsi. Il segnale è di impiego mobile, deve essere posto a distanza opportuna dal posto di blocco e deve essere visibile con sicurezza e in tempo utile affinché il conducente possa adeguare la sua condotta, tenuto conto delle condizioni plano-altimetriche della strada e della velocità predominante dei veicoli nel tratto che precede il posto di blocco. Il segnale deve essere ripetuto all'altezza del punto di arresto. Entrambi i segnali devono essere posti in modo da non costituire pericolo o pregiudizio per la sicurezza stradale. |
|                  | Alt - stazione                                     | Il segnale è posto sulle autostrade e in corrispondenza degli accessi controllati per segnalare una stazione dove è obbligatorio fermarsi per le operazioni di pedaggio. |

## Segnali di indicazione

### Segnali di indicazione delle strade
| Segnale albanese | Significato           | Spiegazione |
|                  | Senso unico parallelo | Indica l'obbligo di seguire il senso della marcia nel percorrere il tratto di strada in cui è posto ed il divieto di marciare nel senso opposto. |
|                  | Senso unico frontale  | Segnala il termine del doppio senso di circolazione all'interno di una carreggiata.                                                              |

### Segnali di identificazione delle strade
| Segnale albanese | Significato                 | Spiegazione                                                                                |
|                  | Strada europea              | Identifica una strada europea.                                                             |
|                  | Autostrada                  | Identifica un'autostrada                                                                   |
|                  | Strada statale              | Identifica una strada statale.                                                             |
|                  | Strada distrettuale         | Identifica una strada distrettuale.                                                        |
|                  | Strada comunale extraurbana | Identifica una strada comunale extraurbana.                                                |
|                  | Progressiva chilometrica    | Indica la progressiva chilometrica su strada statale, distrettuale o comunale extraurbana. |
|                  | Progressiva ettometrica     | Indica la progressiva ettometrica e chilometrica.                                          |

### Segnali di itinerario
| Segnale albanese | Significato                                | Spiegazione |
|                  | Progressiva distanziometrica su autostrade | Indica la progressiva chilometrica ed il nome della prossima stazione e della relativa distanza.                                       |
|                  | Inizio centro abitato                      | Indica l'inizio di un centro abitato. Sottintende il limite di velocità massimo pari a 50 km/h e il divieto di segnalazioni acustiche. |
|                  | Fine centro abitato                        | Indica la fine di un centro abitato.                                                                                                   |
|                  | Inizio e fine distretto                    | Indica l'inizio di un distretto e la fine di un altro distretto su viabilità ordinaria.                                                |
|                  | Inizio e fine territorio comunale          | Indica l'inizio del territorio di un comune e la fine di quello di un altro comune su viabilità ordinaria.                             |

### Segnali turistici e di territorio
| Segnale albanese | Significato                                  | Spiegazione                                                               |
|                  | Fiume                                        | Indica il fiume, con relativo nome, che si incontra.                      |
|                  | Preavviso informazioni turistico alberghiere | Preavvisa un punto o di un ufficio di informazioni turistico-alberghiere. |

### Segnali utili per la guida
| Segnale albanese | Significato                               | Spiegazione |
|                  | Attraversamento pedonale                  | Indica un attraversamento pedonale non regolato da semaforo e non in corrispondenza di un incrocio stradale. |
|                  | Scuolabus                                 | Indica la fermata di uno scuolabus. Può anche essere applicato all'esterno di un autobus per indicare che il veicolo trasporta scolari. |
|                  | SOS                                       | Indica la presenza di dispositivi di chiamata stradale per assistenza o soccorso. È installato a doppia faccia ortogonale all'asse stradale. |
|                  | Sottopassaggio pedonale                   | Indica la presenza di un sottopassaggio per pedoni. È installato a doppia faccia all'inizio della rampa. |
|                  | Sovrappassaggio pedonale                  | Indica la presenza di un sovrappassaggio per pedoni. È installato a doppia faccia all'inizio della rampa. |
|                  | Rampa pedonale inclinata                  | Indica la presenza di una rampa per pedoni. È installato a doppia faccia all'inizio della rampa. |
|                  | Strada senza uscita                       | Indica una strada senza uscita per tutti i veicoli. |
|                  | Preavviso di strada senza uscita          | Preavvisa una strada senza uscita per tutti i veicoli. Il simbolo costituito dalla sola barra rossa può essere applicato ed integrato anche nei preavvisi di intersezione o di preselezione. |
|                  | Velocità consigliata                      | Indica il limite massimo di velocità che si consiglia di mantenere in condizioni ottimali di traffico e strada. Sulle autostrade è a fondo verde. |
|                  | Fine velocità consigliata                 | Indica la fine del tratto in cui si consiglia di mantenere il limite di velocità indicato. Sulle autostrade è a fondo verde. |
|                  | Strada riservata ai veicoli a motore      | Indica l'inizio di una strada, diversa dall'autostrada, riservata alla circolazione dei veicoli a motore. Il segnale deve essere posto a tutti gli ingressi di tale strada e sostituisce i segnali di divieto riferiti ai veicoli senza motore. È da utilizzare sulle strade nelle quali si devono osservare le stesse norme che regolano la circolazione sulle autostrade. Sostituisce i segnali di divieto riferiti ai veicoli senza motore. |
|                  | Fine strada riservata ai veicoli a motore | Indica la fine di una strada riservata ai soli veicoli a motore. |
|                  | Galleria                                  | Indica l'inizio di una galleria; l'eventuale denominazione e la lunghezza possono essere indicati mediante pannelli integrativi: Sulle autostrade è a fondo verde: . |
|                  | Ponte                                     | Indica l'inizio di un ponte, un cavalcavia o un viadotto; l'eventuale denominazione e la lunghezza possono essere indicati mediante pannelli integrativi: Sulle autostrade è a fondo verde: . |
|                  | Zona residenziale                         | Indica l'inizio di una strada o zona a carattere abitativo e residenziale, nella quale vigono particolari cautele di comportamento. È accompagnato da pannelli indicanti il regolamento da tenere nella zona residenziale. |
|                  | Fine zona residenziale                    | Indica la fine di una zona residenziale. |
|                  | Area pedonale                             | Indica l'inizio della zona interdetta alla circolazione dei veicoli; può contenere deroghe per i velocipedi, per i veicoli al servizio di persone invalide con limitate capacità motorie o altre deroghe, limitazioni od eccezioni riportate su pannello integrativo. |
|                  | Zona a traffico limitato                  | Indica l'inizio dell'area in cui l'accesso e la circolazione sono limitati nel tempo o a particolari categorie di veicoli. |
|                  | Fine area pedonale                        | Indica la fine di un'area pedonale. |
|                  | Fine zona a traffico limitato             | Indica la fine di una zona a traffico limitato. |
|                  | Attraversamento ciclabile                 | Localizza un attraversamento della carreggiata da parte di una pista ciclabile, contraddistinta da apposita segnaletica orizzontale. |
|                  | Svolta a sinistra semidiretta             | Preavvisa la obbligatorietà di manovre alternative per svoltare a sinistra quando, alla intersezione successiva, vige il divieto di svolta a sinistra, predisponendo il conducente ad eseguire una svolta di tipo semidiretto. |
|                  | Svolta a sinistra indiretta               | Preavvisa la obbligatorietà di manovre alternative per svoltare a sinistra quando, alla intersezione successiva, vige il divieto di svolta a sinistra, predisponendo il conducente ad eseguire una svolta di tipo indiretto. |
|                  | Inversione di marcia                      | è da considerare variante di uso specifico del segnale di svolta a sinistra di tipo semidiretto ed è impiegato per indicare la presenza di un manufatto sotto o sovrappassante una strada a carreggiate separate per consentire il ritorno nella direzione di provenienza. Sulle autostrade è a fondo verde: . |
|                  | Piazzola di sosta                         | Indica una piazzola dove è consentita la fermata. Sulle autostrade è a fondo verde e può essere accompagnato dal simbolo SOS per indicare la presenza di apparecchiature per chiamate di soccorso: . |
|                  | Piazzola di sosta con SOS                 | Indica una piazzola dove è consentita la fermata lungo le autostrade ed in cui vi sono apparecchiature per chiamate di soccorso. |
|                  | Preavviso di inizio autostrada            | È posto all'inizio del tronco di raccordo tra viabilità ordinaria ed autostrada e vale a ricordare le norme di circolazione vigenti in autostrada. Il segnale di inizio autostrada è uguale a quello di preavviso di inizio autostrada ma non riporta la parte dedicata alle restrizioni al transito. |
|                  | Fine autostrada                           | Indica la fine di un'autostrada. |
|                  | Inizio strada extraurbana principale      | È posto all'inizio del tronco di raccordo tra viabilità ordinaria e le strade extraurbane principali. |
|                  | Fine strada extraurbana principale        | Indica la fine di una strada extraurbana principale. |
|                  | Limiti generali di velocità               | Deve essere usato particolarmente in prossimità delle frontiere nazionali per indicare i limiti di velocità generali in vigore in Albania. Il nome, il contrassegno e la bandiera albanese sono posti nella parte alta del cartello. Il segnale indica i limiti di velocità generali in vigore. |

### Segnali di uso e cambio di corsie
| Segnale albanese | Significato                                            | Spiegazione |
|                  | Uso corsie                                             | Indica le modalità per l'utilizzo delle singole corsie costituenti la carreggiata ovvero disponibili nel senso di marcia. Può essere utilizzato per indicare la corsia destinata ai veicoli che procedono a velocità tale da costituire intralcio alla circolazione.                                                                                 |
|                  | Riduzione corsie disponibili                           | Indica la riduzione delle corsie disponibili sulla carreggiata. Il segnale di preavviso, costituito da analogo segnale completo di pannello integrativo di distanza, deve essere impiegato quando la corsia abbia lunghezza superiore a 500 m e compatibilmente con le condizioni e caratteristiche della strada. Sulle autostrade è a sfondo verde. |
|                  | Aumento corsie disponibili                             | Indica l'aumento delle corsie disponibili sulla carreggiata. Il segnale di preavviso, costituito da analogo segnale completo di pannello integrativo di distanza, deve essere impiegato quando la corsia abbia lunghezza superiore a 500 m e compatibilmente con le condizioni e caratteristiche della strada. Sulle autostrade è a sfondo verde.    |
|                  | Preavviso deviazione consigliata autocarri in transito | Segnala l'itinerario consigliato ai veicoli di massa superiore a 3,5 t per evitare che attraversino un centro abitato o parte di esso. |

### Segnali di strutture e servizi
| Segnale albanese | Significato                                                                    | Spiegazione |
|                  | Direzione autocarri consigliata provvisorio                                    | Segnala l'itinerario consigliato provvisoriamente ai veicoli di massa superiore a 3,5 t per evitare che attraversino un centro abitato o parte di esso ed è ubicato nel punto della deviazione. |
|                  | Assistenza meccanica                                                           | Indica un'officina meccanica o similari lungo la viabilità extraurbana. |
|                  | Telefono                                                                       | Indica un punto o posto telefonico pubblico lungo la viabilità extraurbana. |
|                  | Rifornimento                                                                   | Indica un impianto di distribuzione di carburante lungo la viabilità extraurbana. |
|                  | Fermata autobus                                                                | Indica i punti di fermata degli autoservizi di pubblico trasporto extraurbani. Lo spazio blu sottostante al quadrato bianco col simbolo nero può essere utilizzato per l'indicazione dei servizi in transito, loro destinazioni ed eventuali orari. |
|                  | Fermata tram                                                                   | Indica i punti di fermata tramviaria. Lo spazio blu sottostante al quadrato bianco col simbolo nero può essere utilizzato per l'indicazione dei servizi in transito, loro destinazioni ed eventuali orari. |
|                  | Ostello per la gioventù                                                        | Indica un ostello per la gioventù. |
|                  | Area picnic                                                                    | Indica uno spazio attrezzato con tavoli, panche ed altri eventuali arredi, ove l'utente della strada possa fermarsi e sostare. |
|                  | Campeggio                                                                      | Indica la vicinanza di una struttura ricettiva attrezzata ed autorizzata per l'attendamento di campeggiatori e la sosta di caravan e auto-caravan. È usato sulla viabilità extraurbana e su quella urbana periferica. |
|                  | Radio informazioni stradali                                                    | Indica agli utenti la frequenza d'onda sulla quale possono ricevere le notizie utili per la circolazione stradale. Sulle autostrade i segnali vanno posti 500 metri circa dopo la fine della corsia di accelerazione delle entrate. Sulla viabilità normale sono posti 1 km circa dopo la fine dei centri abitati. Anche se previsto dal CdS albanese, esso riporta la dicitura "RAI" pari all'omologo segnale italiano.                                                      |
|                  | Motel                                                                          | Indica la vicinanza di un albergo prossimo alla strada, fuori dei centri abitati e deve essere usato solo sulle strade extraurbane. Sulle autostrade il simbolo può essere inserito nei preavvisi di area di servizio. |
|                  | Bar                                                                            | Indica la vicinanza di un bar. Sulle autostrade il simbolo può essere inserito nei preavvisi di area di servizio. |
|                  | Ristorante                                                                     | Indica la vicinanza di un ristorante. Sulle autostrade il simbolo può essere inserito nei preavvisi di area di servizio. |
|                  | Parcheggio di scambio con linee autobus                                        | Indica od avvia verso un parcheggio di scambio ubicato e predisposto vicino a una fermata o un capolinea dell'autobus. Nella zona a destra in basso del segnale possono essere inserite le indicazioni essenziali relative alle destinazioni od ai numeri distintivi delle linee di pubblico trasporto disponibili. |
|                  | Parcheggio di scambio con tram                                                 | Indica od avvia verso un parcheggio di scambio ubicato e predisposto vicino a una fermata o un capolinea del tram. Nella zona a destra in basso del segnale possono essere inserite le indicazioni essenziali relative alle destinazioni od ai numeri distintivi delle linee di pubblico trasporto disponibili. |
|                  | Parcheggio di scambio con metropolitane od altri servizi extraurbani su rotaia | Indica od avvia verso un parcheggio di scambio ubicato e predisposto vicino a una fermata o un capolinea della metropolitana o altri servizi extraurbani su rotaia. Nella zona a destra in basso del segnale possono essere inserite le indicazioni essenziali relative alle destinazioni od ai numeri distintivi delle linee di pubblico trasporto disponibili. |
|                  | Parcheggio di scambio con itinerari turistici od escursionistici a piedi       | Indica od avvia verso un parcheggio di scambio ubicato vicino ad un itinerario turistico o escursionistico da percorrere a piedi. |
|                  | Auto su treno                                                                  | Viene posto nelle vicinanze di una stazione ferroviaria e avvia gli automobilisti al servizio di trasporto autovetture al seguito del viaggiatore. |
|                  | Auto al seguito                                                                | Viene posto nelle vicinanze di una stazione ferroviaria e avvia gli automobilisti al servizio di trasporto autovetture al seguito del viaggiatore con cuccette sul treno. |
|                  | Auto su nave                                                                   | Viene posto in vicinanza di un porto, all'ingresso di un centro abitato, lungo il percorso verso il porto, avvia ai moli o punti di imbarco autoveicoli su navi traghetto. È installato lungo determinati itinerari, od anche entro l'area portuale per smistare i veicoli verso singoli punti di imbarco in rapporto alle destinazioni delle navi. I segnali posti entro la zona portuale devono contenere l'indicazione della destinazione, ove esistono diversi attracchi. |
|                  | Taxi                                                                           | Indica l'ubicazione di un'area di sosta riservata alle autovetture in servizio pubblico. L'area è delimitata da strisce gialle ed integrata da iscrizioni orizzontali "TAXI". |
|                  | Area attrezzata con impianti di scarico                                        | Indica un'area attrezzata riservata alla sosta e al parcheggio delle autocaravan dotata di impianti igienico-sanitari, atti ad accogliere i residui organici e le acque chiare e luride, raccolti negli appositi impianti interni delle auto-caravan e degli altri autoveicoli circolanti su strada dotati di analoghi impianti. |

## Segnaletica temporanea
I segnali di pericolo di carattere "temporaneo" differiscono da quelli a carattere "definitivo" per il colore di fondo: giallo anziché bianco.
|  | Lavori                                       | Presegnala cantieri di lavori in corso, depositi temporanei di materiale, presenza di macchinari adibiti ai lavori stradali. Può essere corredato di cartello che indica la lunghezza del cantiere. Di notte integrato di lanterna a luce fissa. |
|  | Strada dissestata provvisorio                | Su fondo giallo presegnala un tratto di strada in cattivo stato o con pavimentazione irregolare in presenza di un cantiere stradale. |
|  | Strettoia simmetrica provvisorio             | Segnala un restringimento pericoloso della carreggiata su entrambi i lati a causa di un cantiere stradale. |
|  | Strettoia asimmetrica a destra provvisorio   | Segnala un restringimento pericoloso della carreggiata posto sul lato destro a causa di un cantiere stradale. |
|  | Strettoia asimmetrica a sinistra provvisorio | Segnala un restringimento pericoloso della carreggiata posto sul lato sinistra a causa di un cantiere stradale. |
|  | Materiale instabile su strada provvisorio    | Presegnala la presenza di pietrisco, di materiale minuto o granaglia di un cantiere stradale che può essere proiettato a distanza o scagliato in aria dai veicoli in transito. |
|  | Doppio senso di circolazione provvisorio     | Segnala un tratto di strada con doppio senso di circolazione sulla stessa carreggiata, quando il tratto precedente era a senso unico a causa di un cantiere stradale. |
|  | Semaforo con dischi in verticale provvisorio | Presegnala un impianto semaforico posto su strade sia urbane che extraurbane con dischi disposti in verticale a causa di un cantiere stradale. |
|  | Altri pericoli provvisorio                   | Segnala un pericolo diverso da quelli indicati negli altri segnali di pericolo a causa di un cantiere stradale. È obbligatorio un pannello integrativo recante un simbolo o un'iscrizione che precisi la natura del pericolo, ad esempio: - incidente - segnaletica in rifacimento - mezzi di lavoro in azione sgombraneve in azione - pericolo di frana. |